# Lecidea olivascens
Lecidea olivascens är en lavart som beskrevs av Theodor 'Thore' Magnus Fries. Lecidea olivascens ingår i släktet Lecidea, och familjen Lecideaceae. Enligt den finländska rödlistan är arten otillräckligt studerad i Finland. Arten är reproducerande i Sverige. Artens livsmiljö är skogar.